# Doryodes distincta
Doryodes distincta är en fjärilsart som beskrevs av Jones 1908. Doryodes distincta ingår i släktet Doryodes och familjen nattflyn. Inga underarter finns listade i Catalogue of Life.